# جودی کون
جودی کون (به انگلیسی: Judy Kuhn، زادهٔ ۲۰ مهٔ ۱۹۵۸) بازیگر، خواننده و کنشگر اهل ایالات متحده آمریکا است که برای کارش در تئاتر موزیکال شناخته می‌شود. او چهار بار نامزد جایزهٔ تونی شده است و چهار آلبوم استودیویی منتشر کرده است. او در پوکاهانتس (۱۹۹۵) به جای شخصیتی به همین نام آواز خوانده است و برای همین فیلم ترانهٔ «رنگ‌های باد» را اجرا کرده است که برای آهنگسازانش جایزهٔ اسکار بهترین ترانه را به ارمغان آورد.
نخستین بار کون در ۱۹۸۱ به صورت حرفه‌ای روی صحنه رفت؛ او نخستین اجرای برادوی خود را در ۱۹۸۵ در موزیکال اصلی معمای ادوین درود داشت. نقش‌های متعاقب او در برادوی شامل کوزت در بینوایان (۱۹۸۷)، فلورنس واسی در شطرنج (۱۹۸۸) و آمالیا بلاش در اون عاشقمه (۱۹۹۳) می‌شوند. او برای هرسهٔ این نقش‌ها نامزد جایزهٔ تونی شد. او در ۲۰۰۷ به بینوایان بازگشت تا نقش فانتین را بازی کند. او برای ایفای نقش ماریا/فیوتیورا در متروپولیس (۱۹۸۹) که نخستین کارش در وست اند بود، نامزد جایزهٔ لارنس الیویه شد. نقش‌های موزیکال دیگر او، شامل بتی شیفر در نخستین اجرای آمریکایی بلوار سانست در لس آنجلس سال ۱۹۹۳ و اِمی در اثر بیرون برادوی الی داره می‌آد (۲۰۰۱) می‌شوند، که برای دومی جایزهٔ اوبی را دریافت کرد. او در ۲۰۱۵ به خاطر نقش هلن بکدل در اثر اصلی برادوی خانهٔ باصفا، چهارمین نامزدی جایزهٔ تونی خود را دریافت کرد و در ۲۰۲۰ به خاطر ایفای نقش گلد در احیایی از ویولن‌زن روی بام در لندن، برای بار دوم نامزد جایزهٔ لارنس الیویه شد.